# Liste de films français sortis en 1995
Listes de films français
- 1991
- 1992
- 1993
- 1994
- 1995
- 1996
- 1997
- 1998
- 1999

Liste non exhaustive de films français sortis en 1995

## 1995
| Titre                                      | Réalisateur                             | Distribution                                                               | Genre              |
| ------------------------------------------ | --------------------------------------- | -------------------------------------------------------------------------- | ------------------ |
| À la vie, à la mort !                      | Robert Guédiguian                       | Ariane Ascaride, Jean-Pierre Darroussin, Jacques Gamblin                   | Comédie dramatique |
| L'Âge des possibles                        | Pascale Ferran                          | Christèle Tual                                                             | Comédie dramatique |
| Ainsi soient-elles                         | Patrick Alessandrin et Lisa Alessandrin | Marine Delterme, Amira Casar, Florence Thomassin                           | Comédie            |
| L'Amour conjugal                           | Benoît Barbier                          | Sami Frey, Caroline Sihol, Pierre Richard                                  | Comédie dramatique |
| Les Anges gardiens                         | Jean-Marie Poiré                        | Gérard Depardieu, Christian Clavier                                        | Comédie            |
| L'Appât                                    | Bertrand Tavernier                      | Marie Gillain, Olivier Sitruk, Bruno Putzulu, Richard Berry                |                    |
| Aux Niçois qui mal y pensent               | Catherine Breillat                      |                                                                            |                    |
| Le bonheur est dans le pré                 | Étienne Chatiliez                       | Michel Serrault, Eddy Mitchell, Sabine Azéma                               | Comédie            |
| La Cité des enfants perdus                 | Jean-Pierre Jeunet et Marc Caro         | Ron Perlman, Daniel Emilfork, Judith Vittet                                | Science-fiction    |
| La Cérémonie                               | Claude Chabrol                          | Sandrine Bonnaire, Isabelle Huppert, Jacqueline Bisset, Jean-Pierre Cassel | Film dramatique    |
| Les Trois Frères                           | Didier Bourdon, Bernard Campan          | Didier Bourdon, Bernard Campan, Pascal Légitimus                           | Comédie            |
| Dans la Cour des grands                    | Florence Strauss                        | Natacha Amal, Sandra Speichert, Arnaud Giovaninetti, Marla Glen<           | Film dramatique    |
| Deux fois cinquante ans de cinéma français | Jean-Luc Godard et Anne-Marie Miéville  | Michel Piccoli, Jean-Luc Godard                                            | Documentaire       |
| Élisa                                      | Jean Becker                             | Vanessa Paradis, Gérard Depardieu, Clotilde Courau                         | Film dramatique    |
| Fantôme avec chauffeur                     | Gérard Oury                             | Philippe Noiret, Gérard Jugnot                                             | Comédie            |
| Fiesta                                     | Pierre Boutron                          | Jean-Louis Trintignant                                                     | Drame              |
| La Fille seule                             | Benoît Jacquot                          | Virginie Ledoyen, Benoît Magimel                                           | Drame              |
| Gazon maudit                               | Josiane Balasko                         | Victoria Abril, Josiane Balasko, Alain Chabat                              | Comédie            |
| Guillaumet, les ailes du courage           | Jean-Jacques Annaud                     | Craig Sheffer                                                              | Aventure, drame    |
| La Haine                                   | Mathieu Kassovitz                       | Vincent Cassel                                                             | Drame              |
| Le Hussard sur le toit                     | Jean-Paul Rappeneau                     | Juliette Binoche, Olivier Martinez, Isabelle Carré                         | Drame, Histoire    |
| N'oublie pas que tu vas mourir             | Xavier Beauvois                         | Xavier Beauvois, Chiara Mastroianni, Roschdy Zem                           | Film dramatique    |
| Nelly et Monsieur Arnaud                   | Claude Sautet                           | Michel Serrault, Emmanuelle Béart                                          | Drame              |
| Noir comme le souvenir                     | Jean-Pierre Mocky                       | Jane Birkin, Sabine Azéma                                                  |                    |
| Les Rendez-vous de Paris                   | Éric Rohmer                             | Clara Bellar, Antoine Basler                                               | Comédie romantique |